# Steven Michael Quezada
Steven Michael Quezada (ur. 15 lutego 1963 w Albuquerque) – amerykański aktor i polityk związany z Nowym Meksykiem.
W latach 2008–2013 odtwórca roli Stevena Gomeza w serialu Breaking Bad. W epizodyczną rolę Gomeza wcielił się również w spin-offie Zadzwoń do Saula.
Wystąpił także m.in. w filmach Pierwszy śnieg (2006), Latawce (2010), Bandyci i aniołki (2016) i Fender Bender (2016).
Za rolę w Breaking Bad otrzymał nagrodę (2014) i nominację do nagrody (2013) Screen Actors Guild Award w kategorii Najlepszy zespół aktorski w serialu dramatycznym (ang. Outstanding Performance by an Ensemble in a Drama Series). W 2021 roku za rolę w filmie The Protege' Project: Chapter 1 otrzymał nagrodę Vegas Movies Awards w kategorii Najlepszy aktor drugoplanowy.
W 2016 i 2020 roku był wybierany na komisarza (ang. county commissioner) hrabstwa Bernalillo z ramienia Partii Demokratycznej.